# Liste der Members des Order of Canada/B
Diese Liste gibt einen Überblick aller Personen, denen die Auszeichnung Member of the Order of Canada verliehen wurde.

## B
1. André Bachand
2. Constance Backhouse
3. Lise Bacon
4. Kevork Baghdjian
5. Flora Minnie Leone Bagnall
6. Glen Merlyn Bagnell
7. Elizabeth Bagshaw
8. John Edward Bahen
9. Hélène Baillargeon
10. Elizabeth Baird (2013)
11. Kenneth MacClure Baird (2015)
12. Kim Baird (2014)
13. Nini Baird
14. Vaughan Lawson Baird
15. Carroll Baker
16. Clare Baker
17. George Chisholm Baker
18. Michael A. Baker
19. Peggy Baker
20. Simon Baker
21. George Balcan
22. Eric W. Balcom
23. Gerald Bales
24. Clara Z. Balinsky
25. Geoffrey E.H. Ballard
26. Mona Blair Bandeen
27. Madeleine E. Banister
28. Keith G. Banting
29. William J. Barakett
30. Mitchell A. Baran (2012)
31. François Barbeau
32. Lawrence Ross Coates Barclay
33. Mary Belle Barclay
34. Ralph MacKenzie Barford
35. Marcel Baril
36. C.A.V. Barker
37. Mary Ross Barker
38. Selma de Lotbinière Barkham
39. Joyce Barkhouse
40. André Barnard
41. Kenneth N. Barnard
42. Christopher Richard Barnes
43. Michael Barnes
44. Gordon L. Barnhart (2014)
45. Joseph John Barnicke
46. Gerald K. Barr
47. Barbara Bettine Barrett
48. Andrew Barrie
49. James Barriere
50. Alex Paul Barris
51. John Barron
52. Augusta Barter
53. Jean Ashworth Bartle
54. Cheryl Bartlett
55. Bradford J. Barton
56. Eric A. Barton
57. William Hickson Barton
58. B. Norman Barwin
59. Elsie Charles Basque
60. Parvathi K. Basrur
61. Guido Basso
62. Michel Bastarache
63. David V. Bates
64. John Gordon Bates
65. John S. Bates
66. Maxwell Bates
67. Manuel G. Batshaw
68. Adrian G. Battcock
69. Albert Batten
70. Kenneth Robert Battle
71. Robert F. Battle
72. Bertha Baumann
73. Cynthia Baxter
74. Aba Bayefsky
75. Mary Elizabeth Bayer
76. Beatrice Bazar
77. Gert Beadle
78. George Edwin Beament
79. Richard James Beamish
80. Robert E. Beamish
81. Shirley Bear
82. Joyce L. Beare-Rogers
83. Larry Beasley
84. George Hector Beaton
85. Allan Leslie Beattie
86. Bruce W. Beatty
87. D. S. Beatty
88. David Ross Beatty (2013)
89. Patricia Beatty
90. Jeanine Beaubien
91. Jacques Beauchamp
92. Lucette R. Beauchemin
93. Guy Beaudet
94. Jacques Beaudoin
95. Jocelyn Beaudoin
96. Guy Beaulne
97. Yvon Beaulne
98. Luc Beauregard
99. Emile M. A. Beauvais
100. H. Thomas Beck
101. James Murray Beck
102. Margaret Becklake
103. John Beckwith
104. Charles T. Beer
105. Paul Beeston
106. Patricia Leone Beharriell
107. Charles Beil
108. Morton Beiser
109. Jeanne Beker (2013)
110. Jean-Luc Bélanger
111. Laurent Bélanger
112. Léonidas Bélanger
113. Walter Bélanger
114. Herbert Clifford Belcourt
115. Alfred M. Bell
116. Allan Gordon Bell (2012)
117. Carol Gay Bell
118. Dama Lumley Bell
119. Douglas L. D. Bell
120. Jack Bell
121. Ruth Marion Bell
122. Kathrine Bellamy
123. Louise Bellavance
124. Gaston Bellemare
125. Mimi M. Belmonte
126. Frances Belzberg
127. Jenny Belzberg
128. Charles H. Belzile
129. Hervé Belzile
130. Marjorie Bencz
131. Daniel Benedict
132. Jalynn H. Bennett
133. Myra M. Bennett
134. Claude Benoit
135. Simone Gabrielle Marie Benoît Roy
136. Jacques Bensimon
137. Henry John Bergen
138. Samuel Berger
139. Michel G. Bergeron
140. Pierre Bergeron (2015)
141. Daniel E. Bergsagel
142. Norbert Berkowitz
143. Camille Bernard
144. Wanda Thomas Bernard
145. Jean-Guy Bernier
146. Sylvie Bernier
147. Virginia Berry
148. Daniel Bertolino (2015)
149. Hector-Louis Bertrand
150. Marlene Bertrand
151. Jean-Yves Bérubé
152. Jeanne Besner
153. Louise Bessette
154. Joseph M. Besso
155. Anita Best
156. Lyle R. Best
157. Clarence Bethune
158. Lois Etherington Betteridge
159. Benjamin Beutel
160. Stan Bevington
161. Salome Bey
162. Prakash Bhartia
163. Gurcharan Singh Bhatia
164. Wilbrod Bherer
165. Clare Bice
166. Ralph Bice
167. John Burgon Bickersteth
168. Edward Isaac Bickert
169. Charles Biddle
170. André C. Biéler
171. Arthur Norman Bielfeld (2012)
172. John Bienenstock
173. Germain Bigué
174. Alfred J. Billes
175. Ferdinand F. Biondi
176. Gary Birch
177. Leonard Joseph Birchall
178. Sandra Louise Birdsell
179. George Drummond Birks
180. Michel Biron
181. Guy Bisaillon
182. Heather Bishop
183. Louis Bisson
184. John L. N. Bitove
185. Hélène-Andrée Bizier
186. Donald W. Black
187. Harriet E. Black
188. James Thompson Black
189. William A. Black (2015)
190. George G. Blackburn
191. Frederick P. Blackstein
192. David Lloyd Blackwood
193. D. Gordon Blair
194. David F. Blair (2013)
195. Jean Blais
196. Clark Blaise
197. Hector (Toe) Blake
198. Joyce M. Blake
199. Mervyn A.C. Blake
200. Phyllis R. Blakeley
201. Thurston Blakey
202. Roger Bland (2012)
203. Marjorie Blankstein
204. Stefan Michael Blasco
205. Robin Blaser
206. Francis John Blatherwick
207. Paul Bley
208. Bernard Blishen
209. Michael Bliss
210. Hans-Ludwig Blohm
211. George Blondin
212. Margaret Bloodworth
213. Lawrence S. Bloomberg
214. Ronald L. Bloore
215. Shirley Blumberg (2013)
216. Warren T. Blume
217. Roy E. Boates
218. Bruno Joseph Bobak
219. Molly Lamb Bobak
220. Jacques Bobet
221. Jeannette F. Bock
222. Douglas Bocking
223. W. E. Brent Boddy
224. Harald Bohne
225. Pierre Boivin
226. Elsa Bolam
227. Francis William Pius Bolger
228. Nathalie Bondil (2015)
229. Peter Boneham
230. Yolande D. Bonenfant
231. Roy Bonisteel
232. Solomon Bonneau
233. Edsel J. Bonnell
234. Léo Bonneville
235. Yvette Bonny
236. Bernard A. Bonser
237. James W. Borcoman (2014)
238. Walter Borden
239. Elisabeth Mann Borgese
240. Thea Borlase
241. Paul Michel Bosc
242. Monique Bosco
243. Renato Giuseppe Bosisio
244. David M. Boswell
245. David Botsford
246. Benoît Bouchard
247. Claude Bouchard
248. David Bouchard
249. Émile Bouchard, Eishockeyspieler
250. Jacques Bouchard
251. Jacques J. Bouchard
252. Jeanne-d’Arc Bouchard
253. May Bouchard
254. Micheline Bouchard
255. John B. Boucher
256. Marcelle Boucher
257. André Boudreau
258. Anselme Boudreau
259. Léone Boudreau-Nelson
260. Walter Boudreau (2013)
261. Benoit Bouffard
262. Josiane Boulad-Ayoub (2015)
263. Jocelyne Bourassa
264. Robert Bourdeau
265. Lionel Bourgault
266. Maurice J. Bourgault
267. Marie Bourgeois
268. Paulette Bourgeois
269. Marc Bourgie
270. Marshall J. Bourinot
271. Robert B. Bourne (2012)
272. Claude Bourque
273. Pauline Boutal
274. Jacqueline L. Boutet
275. Pierre Boutet
276. Pierre G. Boutet (2014)
277. Melvin James Boutilier
278. Philip Churchill Bower
279. Marjorie Montgomery Bowker
280. Newton Rowell Bowles
281. Clement W. Bowman
282. Eleanor Boyce
283. Hugh Boyd
284. Liona Boyd
285. Marcia Ann Boyd (2014)
286. Mary Boyd (2013)
287. André Boyer
288. William J.S. Boyle
289. Beverley Boys (2015)
290. Esther Braden
291. John McDonald Wilson Bradford
292. Robert William Bradford
293. Mary Bradley
294. Robert B. Bradley
295. Jean Ellen Bradshaw
296. M. Suzanne Bradshaw
297. Gérard Brady
298. William J. Brady
299. E. Arthur Braid
300. Anthony August Brait
301. Leonard Austin Braithwaite
302. Deanna Marie Brasseur
303. Maurice Brault
304. Omer Brazeau
305. Maryon Brechin
306. Douglas Bremner
307. Guy Breton (2014)
308. Elizabeth Brewster
309. Elizabeth Ruth Bridgman
310. Barbara Ann Gordon Brink
311. Andrew A. Briosi
312. Marcel Brisebois
313. Louise Brissette
314. Alan Broadbent
315. Barry Broadfoot
316. Claude R. Brochu
317. Jean-Marie Brochu
318. Stanley E. Brock
319. LeSueur Brodie
320. Barbara Bromley
321. Marjorie Bronfman
322. John F. Brook
323. Blake Brooker (2015)
324. Christopher Robert Brookes
325. C. John Brooks
326. Georges Brossard
327. Alexander Brott
328. Lotte Brott
329. John W. D. (Scotty) Broughton
330. Chrystine Brouillet
331. Pierre Brouillette
332. Arch J. D. Brown
333. Christopher Thomas Brown
334. Clarence B. (Shorty) Brown
335. David A. Brown
336. Gordon Brown
337. Gordon Ronald Brown
338. Jacob A. Brown
339. Lawrence Brown
340. Maureen Dunphy Brown
341. May Brown
342. Michael J. Brown
343. Pauline P. Brown
344. Robert E. Brown
345. William E. Brown
346. William Thomas Brown
347. Rachel Browne
348. Kurt Browning
349. Morton Brownstein
350. Ellen Bruce
351. Ian Bruce
352. Fred Bruemmer
353. Claude Bruneau
354. Pierre Bruneau (2012)
355. Claude Brunet
356. Joyce Bryant
357. Jane Lamond Buchan
358. Bruce Buchanan
359. Harold Buchwald
360. Roel C. Buck
361. Peter G. Buckland
362. Francis (Frank) C. Buckley
363. Judith Chernin Budovitch
364. John Buhler (2012)
365. René Buisson
366. Paul Georges Buissonneau
367. Rémi Bujold
368. Reuven P. Bulka (2013)
369. Linda R. Bull
370. John F. Bulloch
371. William John Antliff Bulman
372. Dinu Bumbaru
373. John H. Burgess
374. Rachel L. Burgess
375. Ellen Burka
376. Jean Robertson Burnet
377. Ron Burnett (2013)
378. Dorothy K. Burnham
379. Elizabeth (Libby) Burnham
380. Charles F. W. Burns
381. Walter T. Burns
382. Anne Burrows
383. Ruth Burrows
384. Vernon Douglas Burrows
385. Nestor Burtnyk
386. G. Allan Burton
387. Peter Busby
388. Walter Bushuk
389. Eugène Bussière
390. Susan Butler
391. Donna Butt
392. John Clulow Butt
393. M. Isabelle Butters
394. Thomas H. Butters
395. Karel Buzek
396. Cyril J. Byrne
397. Harold Byrnes